# Södertälje Kings
Södertälje Kings ist eine schwedische Basketballmannschaft aus Södertälje. Es ist das Herrenteam des Södertälje BBK.

## Geschichte
Der Verein Södertälje BBK wurde 1968 gegründet. Bis zur Ausgliederung der Herrenmannschaft wurde der Klub zwischen 1978 und 1992 sechsmal schwedischer Basketballmeister. In den 1980ern und 1990ern nahm der Klub auch diverse male an Europapokal-Wettbewerben teil. Zwischen 1987 und 1993 spielte man im Europapokal der Pokalsieger, in dem das Team erfolglos war. Zwischen der Saison 1995/96 und 2000/01 war der Verein viermal im Korać-Cup vertreten, wo er ebenfalls keinen Erfolg hatte.
Nach der Ausgliederung schafften es die Kings erstmals 1996 ins Finale um die schwedische Vorherrschaft im Basketball. Gegen die New Wave Sharks verlor man die Serie knapp mit 2:3. Im Folgejahr schaffte man es trotz einer schlechten Hauptsaison, man wurde nur achter von zehn, erneut ins Play-off-Finale. Wieder mussten sich die Kings mit 2:3 geschlagen geben, diesmal gegen Plannja Basket. In der Saison 2004/05 gelang dann der erste Meisterschaftsgewinn nach der Ausgliederung und der siebte insgesamt. Die Finalserie gegen die Sundsvall Dragons wurde mit 4:2 gewonnen. Danach reichte es vorerst nicht mehr zum ganz großen Wurf, 2004, 2008 und 2011 scheiterte Södertälje im Halbfinale, 2012 verloren die Kings die Finalserie gegen Norrköping Dolphins mit 2:4.
2012/13 nahmen die Kings an der EuroChallenge teil und scheiterten in der ersten Gruppenphase knapp. In derselben Saison konnten die Kings ihre insgesamt achte Meisterschaft gewinnen. In der Saison 2013/14 konnte der Titel verteidigt werden. 2015 gewannen die Kings ihre insgesamt zehnte schwedische Meisterschaft und die vierte unter dem aktuellen Namen.

## Halle
Das Team trägt seine Heimspiele in der 2.500 Plätze umfassenden Täljehallen aus.

## Erfolge
- Schwedischer Meister (10) (6× als Södertälje BBK) (1978, 1987, 1988, 1990, 1991, 1992, 2005, 2013, 2014, 2015)

## Bekannte ehemalige Spieler
- Jonte Karlsson 1972–87
- Björn-Peter Andersson 1973–89
- / Bill Magarity 1983–93
- Bo Dukes 1987/88
- Joakim Blom 1995–98
- Christian Maråker 2000/01
- Ibrahim Diarra 2002/03
- Andrew Drevo 2004/05